# (5675) Евгенилебедев
(5675) Евгенилебедев (лат. Evgenilebedev) — типичный астероид главного пояса, открыт 7 сентября 1986 года советским астрономом Людмилой Черных в Крымской астрофизической обсерватории и 4 мая 1999 года назван в честь советского и российского актёра и педагога Евгения Лебедева.

## Обнаружение и именование
(5675) Евгенилебедев
Открыт 7 сентября 1986 года в Научном Л. И. Черных.
Назван в честь актёра Большого драматического театра имени Товстоногова в Санкт-Петербурге и народного артиста СССР Евгения Алексеевича Лебедева (1917—1997). Вершиной его искусства стала необычная роль лошади в спектакле "История лошади" по рассказу Толстого (смотрите цитату для малой планеты (3771)).
Оригинальный текст (англ.)5675 Evgenilebedev
Discovered 1986-09-07 by Chernykh, L. I. at Nauchnyj.
Named in honor Evgenij Alekseevich Lebedev (1917—1997), an actor at the Tovstonogov Bolshoi Dramatic Theater in St. Petersburg and a People's Artist of the U.S.S.R. The summit of his art was the unusual role of the horse in the performance History of a horse, after a story by Tolstoj {see planet (3771)}.
Источники: DISCOVERY.DB; M.P.C. 34622.

## Орбита

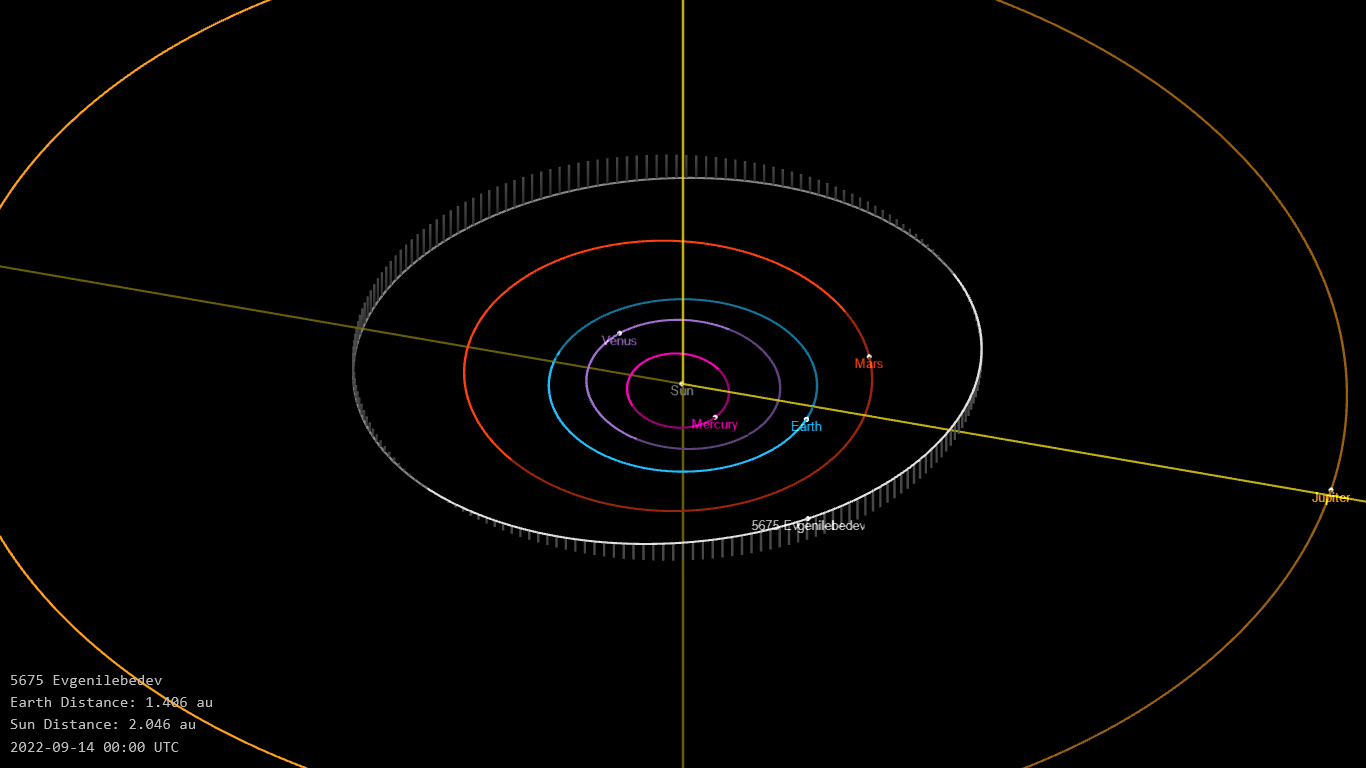
Орбита астероида Евгенилебедев и его положение в Солнечной системе

## Физические характеристики
Астероид относится к таксономическому классу V.
По результатам наблюдений в видимом и ближнем инфракрасном диапазоне космического телескопа NEOWISE диаметр астероида оценивался равным 4,148±0,164 км. Согласно тем же источникам альбедо оценивается как 0,4086±0,0499 и 0,409±0,050.